# Field Target

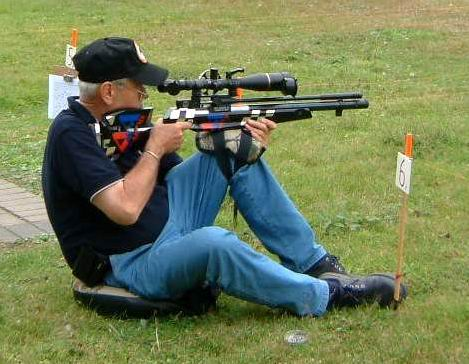
Volker Blüm, der Initiator der Field-Target-Schießsportdisziplin in Deutschland, auf dem „Grün“.

Field-Target-Schießen (auch: Field Target, Fieldtarget) ist eine Jagd-Simulation, bei der mit Luftgewehren mittlerer und hoher Mündungsenergie geschossen wird. Die Ziele sind meist lebensgroße Metallsilhouetten von Kaninchen, Krähen, Eichhörnchen, Ratten und anderen Kleintieren, die in England und den USA auch mit Luftgewehren bejagt werden dürfen.

## Entstehung
Field Target entstand gegen Ende der 1970er Jahre in England, wo am 7. September 1980 das erste Field-Target-Match in Sussex stattfand. Der Sport breitete sich in Großbritannien und in den USA schnell aus; heute ist er besonders in Großbritannien ein ausgesprochener Breitensport, nicht zuletzt da Luftgewehre in der sehr restriktiven britischen Waffengesetzgebung eine Sonderstellung einnehmen und bis zu einer Mündungsenergie von 16,3 Joule frei verkäuflich sind.
Die Regeln der frühen Wettkämpfe waren denkbar einfach: Ziel erkennen, Entfernung schätzen, Zielfernrohreinstellung entsprechend korrigieren, um die Trajektion des Diabolos zu korrigieren und dann auf ein Papierziel auf der Tiersilhouette schießen. Field Target wurde durch Volker Blüm in Deutschland eingeführt und ist seit dem Jahr 2000 eine offizielle und international erfolgreiche Disziplin im Sportprogramm des Bundes Deutscher Sportschützen 1975 e. V. (BDS).

## Ziel

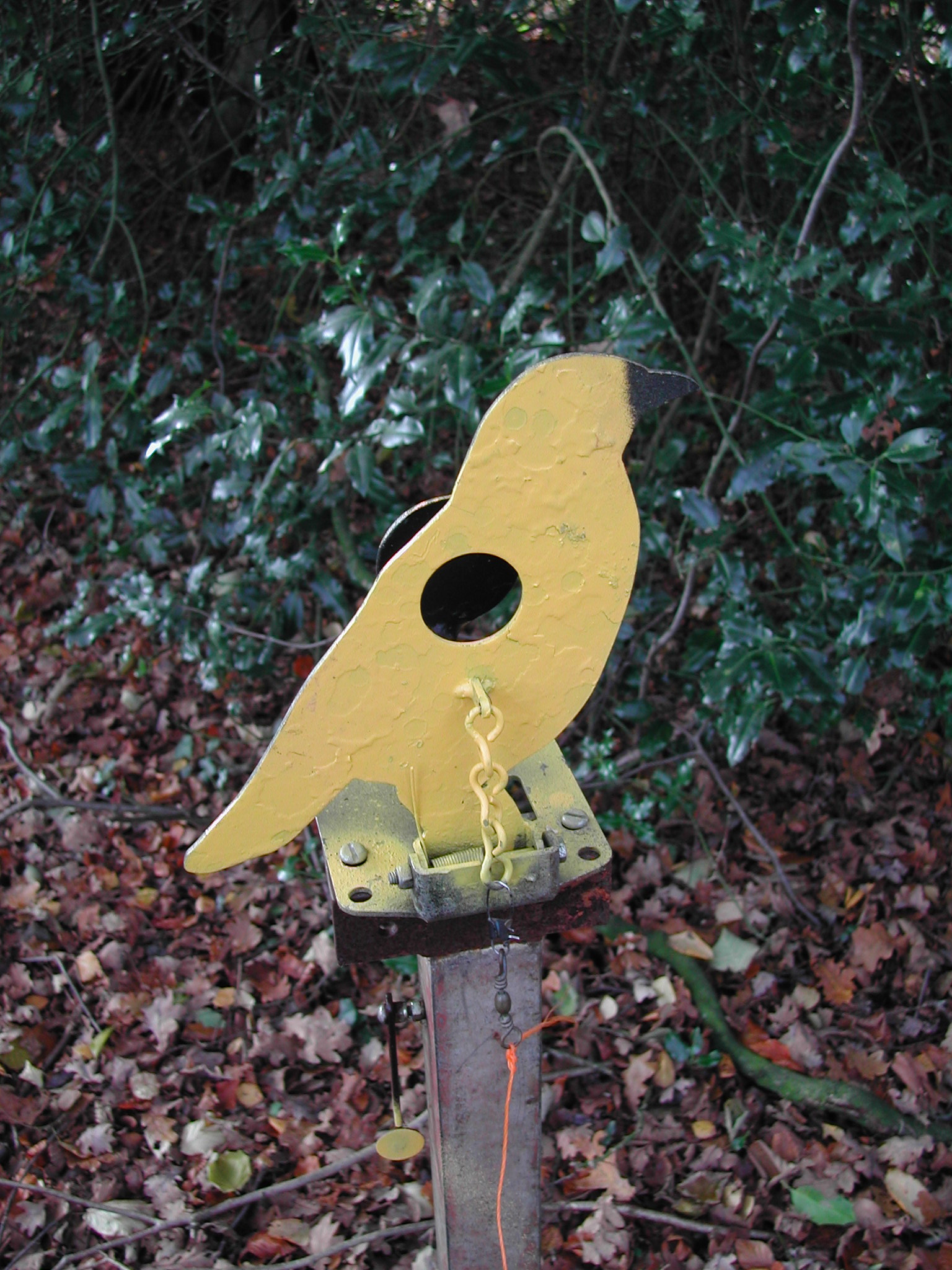
Field-Target-Ziel mit „Kill Zone“

Field-Targets bestehen aus schwerem Plattenstahl, aus dem eine lebensgroße Silhouette eines typischen mit einem Hochleistungsluftgewehr jagdbaren Kleintieres gestanzt oder geschnitten ist (in den USA auch in Form anderer Tiere wie Krokodile, Schildkröten oder Schlangen). In der Silhouette ist ein Loch an der Stelle vorhanden, die der „Blattschussregion“ entspricht: die sogenannte „Kill Zone“. Hinter dieser befindet sich ein zweites, löffelförmiges Stahlteil, das „Paddle“, das meist weiß, leuchtend orange, gelb oder rot gefärbt ist. Diese auffällige und gut sichtbare Kill Zone ist das eigentliche Ziel, das anvisiert werden muss. Ein direkter Treffer wirft das an einem Scharnier befestigte hintere Teil zurück und gibt damit die ebenfalls mit einem Scharnier an der Basis befestigte Silhouette frei, die dann durch Federdruck oder -zug nach hinten umkippt und somit symbolisch „tot“ ist. Ein Silhouettentreffer außerhalb der Kill Zone bewirkt nichts.
Hochwertige moderne Ziele sind derart konstruiert, dass nur ein Volltreffer auf der Scheibe hinter der Kill Zone die Silhouette zum Umfallen bringt; Randschüsse auf diese, bei der das Diabolo zerplatzt, bleiben ohne Erfolg. Die Zieltiere werden leicht über eine Leine, die an der Schießposition endet, wieder aufgerichtet. Ursprünglich hatte die Kill Zone einen Durchmesser von zwei Zoll, also etwas mehr als fünf Zentimeter. Mit der wachsenden Erfahrung der Schützen und der technisch mehr und mehr ausgefeilten Schießausrüstung wurde sie jedoch verkleinert (britischer Standard 40 und 25 mm; deutscher Standard 40, 25, 20 und 15 mm), um die Wettkämpfe spannender zu gestalten. Heute ist es bei inoffiziellen Field-Target-Wettbewerben nicht unüblich, auch Kill Zones von nur zehn Millimeter Durchmesser zu verwenden.

## Klassen
Um Chancengleichheit zu gewährleisten, wird beim Field Target in Deutschland in verschiedenen Klassen geschossen. Diese unterscheiden sich in den verwendeten Gewehren und deren Energie.
- Klasse 1 – Internationale Klasse: pressluft-vorgeladene Gewehre mit einer Energie von bis zu 16,3 Joule
- Klasse 2 – Federkolbenklasse: Gewehre mit einer Energie von bis zu 16,3 Joule, die mit Federkolben oder Gaskolbentechnik arbeiten und dadurch einen Prellschlag aufweisen
- Klasse 3 – Pressluftklasse: pressluft-vorgeladene Gewehre mit einer Energie von maximal 7,5 Joule, wie sie in Deutschland ab einem Alter von 18 Jahren frei erwerbbar sind
- Klasse 4 – Federkolbenklasse: Federkolbenluftgewehre (mit Prellschlag) mit einer Energie von maximal 7,5 Joule, wie sie in Deutschland ab einem Alter von 18 Jahren frei erwerbbar sind
- Klasse 5 – Kompensierte Federkolbenklasse: Federkolbenluftgewehre, bei denen der Prellschlag durch verschiedene technische Vorrichtungen eliminiert wird mit einer Energie von maximal 7,5 Joule, wie sie in Deutschland ab einem Alter von 18 Jahren frei erwerbbar sind

## Entfernungen und Parcours
- WBK-pflichtige Druckluftwaffen: minimal 9 Meter und maximal 50 Meter
- WBK-freie Druckluftwaffen: minimal 9 Meter und maximal 25 Meter

Die Ziele werden für einen „Parcours“ (Course) in wechselnden Entfernungen von der Schussposition (Feuerlinie) in „Schießkorridoren“ (Lanes) aufgestellt. Ein Parcours besteht in der Regel aus 12 bis 25 Lanes mit je zwei bis fünf Zielen. Die Länge eines Parcours kann mehrere Kilometer betragen. Der Beginn der Lanes wird durch einen linken und rechten Pfosten markiert; beide bestimmen die 1 Meter breite Feuerlinie (Firing Line). Der Schütze muss die Mündung seiner Waffe immer zwischen diesen Pfosten halten, wenn er einmal an der Feuerlinie ist. Beim Wechsel der Schießstellung und beim Spannen und Laden muss die Mündung dort bleiben. Die bevorzugte Schießstellung ist „sitzend“, also mit möglichst nahe an die Brust gezogenen Beinen, wobei die Knie als stabile Unterstützung dienen. Die Schützen gehen meist in Zweier- oder Dreiergruppen (Squads) durch den Parcours: eine Person schießt, die zweite notiert die Treffer in einer „Score Card“, der dritte richtet gefallene Ziele wieder auf. Alle drei Mitglieder der Gruppe schießen eine Lane und gehen danach zur nächsten. Die möglichst genaue Entfernungsschätzung und die Einbeziehung der Winddrift des Diabolos ist die erste und größte Herausforderung an den Schützen. Man bemüht sich, die Tierziele im natürlichen Lebensraum ihrer lebenden „Vorbilder“ zu positionieren: Vögel sind an Baumästen befestigt, Kaninchen sind zwischen Büschen versteckt, Eichhörnchen unter Bäumen aufgestellt. Die einzige Regel ist hierbei, dass die Kill Zone für den Schützen aus wenigstens einer der zugelassenen Schießpositionen voll sichtbar sein muss. Für bestimmte Lanes beziehungsweise Ziele kann eine Schießposition (kniend, stehend) obligatorisch sein.

## Wertung
Jeder Treffer, der ein Zieltier „umlegt“, zählt als ein Punkt; Fehlschüsse zählen nicht.

## Schwierigkeit
Zu den Herausforderungen eines Field-Target-Wettbewerbs gehören die genaue Abschätzung der Entfernung zum Ziel und das Einkalkulieren von Seitenwind. Die aus einem Luftgewehr abgefeuerten Diabolos durchlaufen in ihrer Trajektion antriebssystembedingt einen ausgeprägteren Bogen als Geschosse aus Patronenwaffen, die mit unvergleichlich höheren Geschwindigkeiten fliegen. Daher ist es schwierig, den Haltepunkt am Ziel von der Feuerlinie aus zu bestimmen, und so kann schon eine geringe Fehleinschätzung zum Misserfolg führen. So gut wie alle Field-Target-Schützen benutzen Zielfernrohre, deren optische Eigenschaften dazu verwendet werden, die Zielentfernungen zu bestimmen. Üblich sind Zielfernrohre mit variabler Vergrößerung von 8–20 × bei 42–50 mm Objektivdurchmesser; anspruchsvolle Schützen verwenden variable Vergrößerungen von 10 bis zu 50 ×.
Um ein Zielfernrohr als Entfernungsmesser zu nutzen, muss es über einen einstellbaren Parallaxenausgleich verfügen. Der Schütze visiert das Ziel an und dreht den Parallaxenausgleichsring oder -seitenrad, bis das Ziel scharf eingestellt ist. Die genauesten Messungen sind mit starken Vergrößerungen, großen Objektivdurchmessern und großen Parallaxenskalen, wie Seitenrädern möglich. Die Entfernung zum Ziel kann der Schütze dann an der Skala des Parallaxenausgleich-Einstellrings oder Seitenrades ablesen. Danach muss er dann die Schusshöhe mit der vertikalen Einstellschraube am Zielfernrohr verändern oder mit einem sogenannten MilDot-Absehen mit einem entsprechenden Haltepunkt visieren. An windigen Tagen muss er zusätzlich die Windgeschwindigkeit an einem gut sichtbar angebrachten farbigen Bindfaden und an Gras-, Blatt- und Zweigbewegungen am Ziel „ablesen“ und entsprechende Horizontalkorrekturen vornehmen.
Als weitere Schwierigkeit kommt hinzu, dass bei den meisten Wettbewerben (in Deutschland ist dies die Regel) mit einem Zeitlimit von einer Minute pro Ziel geschossen wird. Bei einer Lane mit beispielsweise vier Zielen wird die Stoppuhr gestartet, wenn das Zielfernrohr an das Auge des Schützen geht. Dann stehen für vier Entfernungsbestimmungen und Haltepunktkorrekturen sowie für drei Ladevorgänge insgesamt vier Minuten zur Verfügung. Ist diese Zeit vergangen, bevor der Schütze alle Ziele beschossen hat, werden die restlichen als Fehlschüsse gewertet.
Das Wetter spielt bei Wettbewerben keine Rolle. Das Schießen wird nur unterbrochen, wenn Gefahr für die Schützen besteht, zum Beispiel bei Gewitter oder schwerem Sturm.